# استان چیتا
استان چیتا (به روسی: Читинская область - تلفظ: چیتینسکایا اُبلاست) یکی از استان‌های روسیه بود که در مارس سال ۲۰۰۸ میلادی با ناحیه خودگردان آگین-بوریات در همدیگر ادغام شدند و تشکیل سرزمین زابایکالسکی را دادند.
ناحیه خودگردان آگین-بوریات در درون این استان قرار داشت.

## منبع
Wikipedia contributors، "Chita Oblast،" Wikipedia، The Free Encyclopedia، http://en.wikipedia.org/w/index.php?title=Chita_Oblast&oldid=195556581